# Sofie van Rooijen
Sofie van Rooijen (Driel, 13 juli 2002) is een Nederlands wielrenster die sinds 2025 rijdt bij UAE Team ADQ. Haar zus Anne is eveneens wielrenster. In 2024 reden beiden voor dezelfde ploeg.

## Carrière
Bij haar eerste deelname in 2019 aan de Europese kampioenschappen wielrennen behaalde van Rooijen een tweede plaats in de wegwedstrijd bij de junioren, achter landgenote Ilse Pluimers.
In 2021 tekende van Rooijen haar eerste profcontract, dit was bij Parkhotel Valkenburg. Gelijk in haar eerste jaar nam ze deel aan enkele grote wedstrijden als de Ronde van Vlaanderen en de Scheldeprijs. Een jaar later nam ze voor het eerst deel aan Parijs-Roubaix. Hier kwam ze met ruim dertig anderen buiten de tijdslimiet de Vélodrome André Pétrieux op. Ze behaalde in 2022 podiumplaatsen in de Omloop van Borsele, Omloop der Kempen en Dwars door de Westhoek. In haar derde seizoen bij de ploeg nam ze wederom deel aan veel Vlaamse en Nederlandse eendagswedstrijden. In het najaar behaalde ze podiumplekken in de Grote Prijs Beerens en de Grand Prix Fourmies.
Haar eerste professionele zege boekte van Rooijen op haar derde koersdag in 2024. Ze won de Drentse Acht van Westerveld in begin maart. In de sprint versloeg ze onder andere de Italianen Chiara Consonni en Rachele Barbieri. Na vierde plaatsen in de Nokere Koerse, Volta NXT Classic en de Scheldeprijs zegevierde ze voor de tweede maal op Nederlandse bodem, ditmaal in de Omloop van Borsele waar ze twee jaar eerder tweede werd. In haar derde meerdaagse koers van het jaar, de Princess Anna Vasa Tour, won ze de tweede etappe en het jongerenklassement. In drie van de vier Belgische eendagskoersen waar ze daarna aan deelnam eindigde ze op het podium. Ze werd tweede in de Egmont Cycling Race, derde in de GP Lucien Van Impe en ze won de Konvert Koerse.

## Overwinningen
2019
 Europees kampioenschap op de weg, junioren
2024
Drentse Acht van Westerveld
Omloop van Borsele
2e etappe Princess Anna Vasa Tour
Jongerenklassement Princess Anna Vasa Tour
Konvert Koerse
Grote Prijs Beerens
 Europees kampioen op de weg, beloften

### Resultaten in voornaamste wedstrijden
|      | \| Jaar \| Ronde van Vlaanderen \| Parijs-Roubaix \| Scheldeprijs \| \| ---- \| -------------------- \| -------------- \| ------------ \| \| 2021 \| opgave \| \| 58e \| \| 2022 \| opgave \| buit.tijd \| 90e \| \| 2023 \| \| buit.tijd \| 119e \| \| 2024 \| \| 51e \| 4e \| \| 2025 \| \| opgave \| \| |                |              |
| Jaar | Ronde van Vlaanderen | Parijs-Roubaix | Scheldeprijs |
| 2021 | opgave |                | 58e          |
| 2022 | opgave | buit.tijd      | 90e          |
| 2023 | | buit.tijd      | 119e         |
| 2024 | | 51e            | 4e           |
| 2025 | | opgave         |              |

## Ploegen
- 2021 –  Parkhotel Valkenburg (vanaf 28 maart)
- 2022 –  Parkhotel Valkenburg
- 2023 –  Parkhotel Valkenburg
- 2024 –  VolkerWessels
- 2025 —  UAE Team ADQ

Van Bokhoven · Bos · Bredewold · Buysman · De Gast · Gerritse · Van Haaften · Van der Hulst · Limpens · Markus · Neylan · Nooijen · Raaijmakers · Van Rooijen · Swinkels
Van Bokhoven · Bos · Bredewold · Frain (vanaf 6/7) · De Gast · Gerritse · Van Haaften · De Jong (tot 15/7) · Limpens · Markus · Nooijen · A. van Rooijen · S. van Rooijen · Schoens · Vanhove · Van der Wolf · Wyllie (vanaf 12/8)
Van Bokhoven · Frain · Gerritse · Van Haaften · Van Helvoirt · Knijnenburg (vanaf 1/8) · Limpens · Molenaar · Nooijen · Poland · A. van Rooijen · S. van Rooijen · Schoens · Souren · Vanhove · Vanpachtenbeke · Van der Wolf (tot 17/5)
Beuling · Van Bokhoven · Demey · Dijkstra · Van Helvoirt · Jansen · Knijnenburg · Meert · Molenaar · Poland · A. van Rooijen · S. van Rooijen · Schoens · Souren · Stultiens · Vanhove · Vanpachtenbeke · Wisse (stagiair)
al Sayegh · Amialiusik · Bäckstedt · Bertizzolo · Blasi (vanaf 14/5) · Chapman · Gasparrini · Gillespie · Holden · Ivanchenko · Longo Borghini · Magnaldi · Marturano · Neumanová · Persico · van Rooijen · Squiban · Swinkels · Włodarczyk